# Fascellina nigrochromaria
Fascellina nigrochromaria är en fjärilsart som beskrevs av Inoue 1955. Fascellina nigrochromaria ingår i släktet Fascellina och familjen mätare. Inga underarter finns listade i Catalogue of Life.